# Xi'an Aircraft Industrial Corporation
La Xi'an Aircraft Industrial Corporation, conosciuta anche come Xi'an Aircraft Company Limited (XAC), è un'azienda aeronautica cinese, specializzata nella produzione di aerei da trasporto di medie e grandi dimensioni. Ha sede nella città di Xi'an, nella provincia dello Shaanxi. Fondata nel 1958, l'azienda oggi conta più di 20 000 dipendenti.
Tra i suoi clienti vi è l'Aviazione di Marina dell'Esercito Popolare di Liberazione e l'Aeronautica Militare dell'Esercito Popolare di Liberazione. Dal 1980, la XAC è tra i fornitori di alcune aziende occidentali, tra cui Boeing e Airbus. La società fa parte del gruppo Aviation Industry Corporation of China (AVIC).

## Prodotti

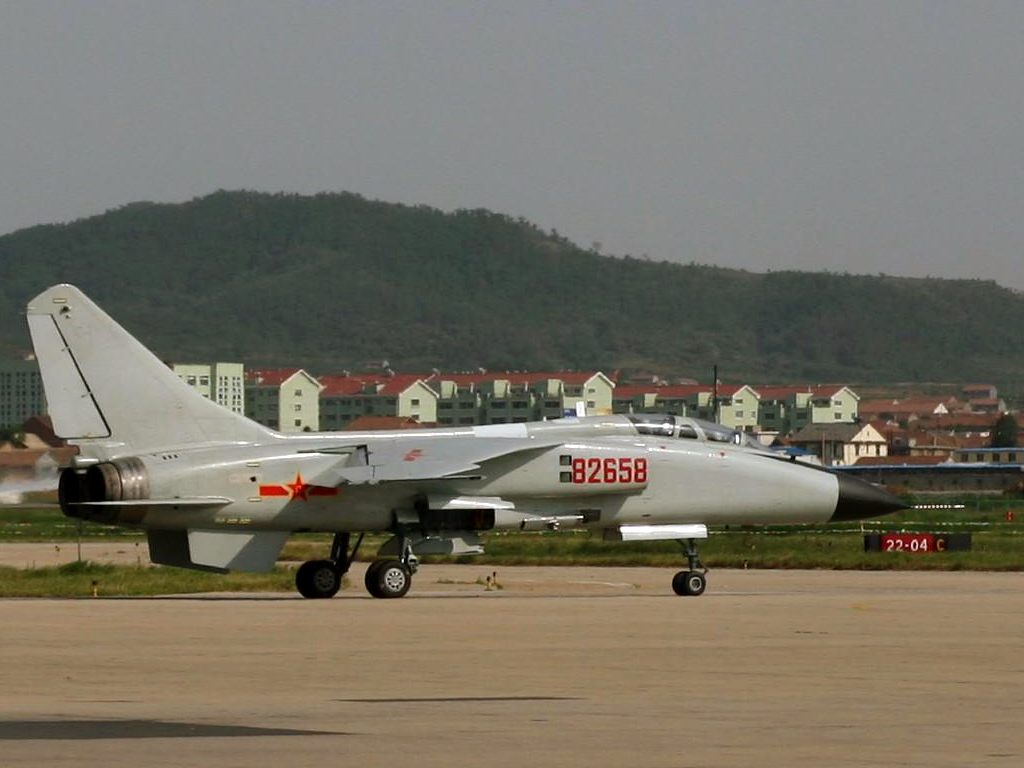
Xian JH-7 Flying Leopard

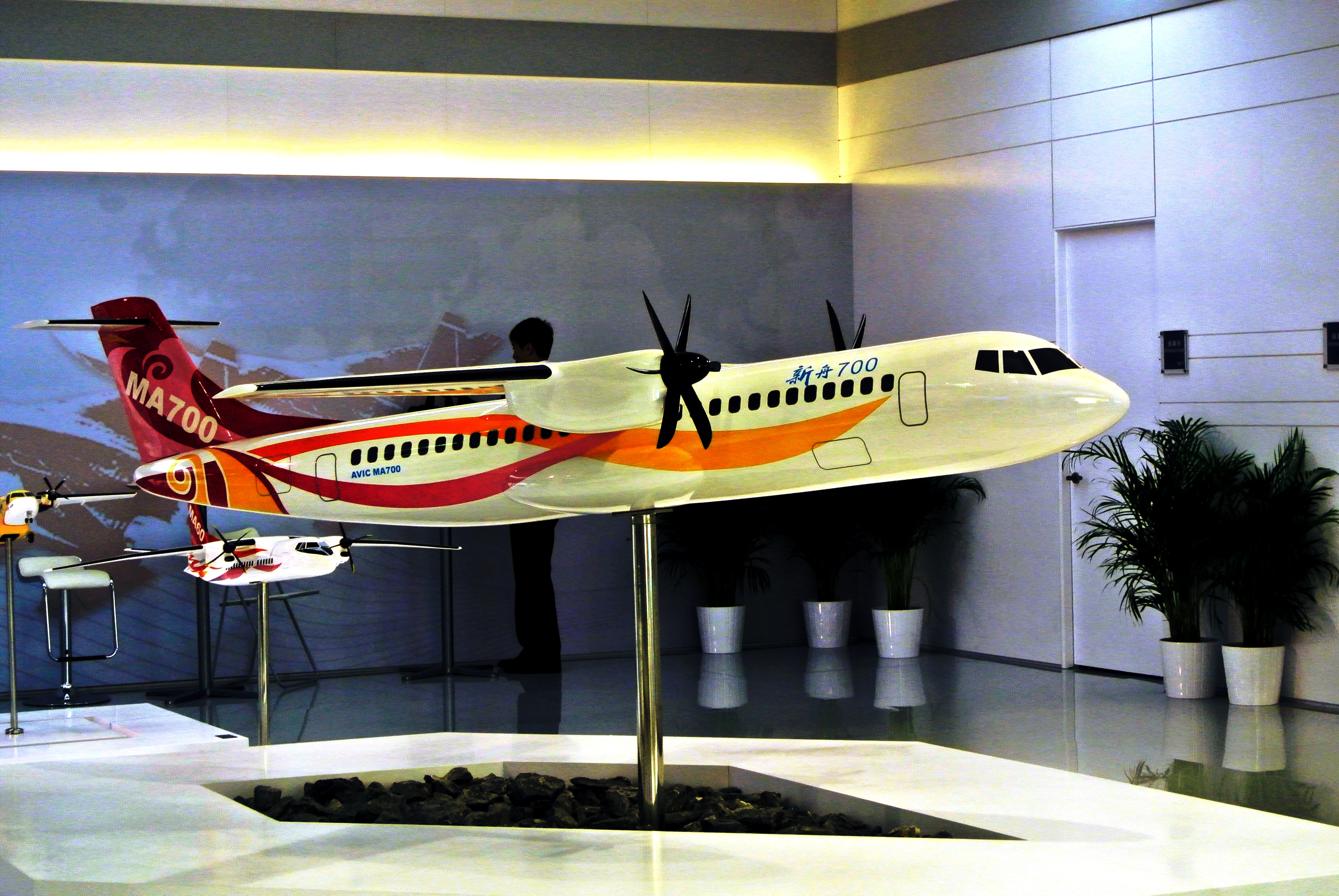
Xian MA700

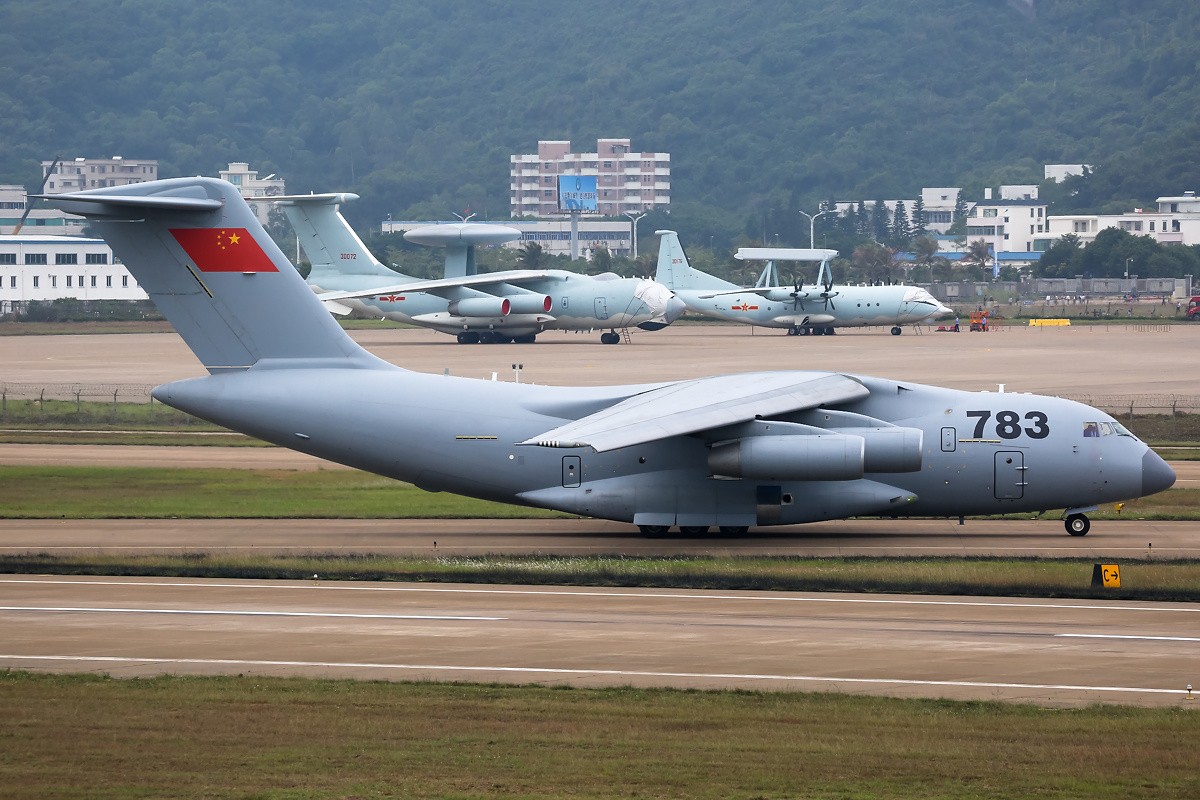
Xian Y-20

### Turboelica
- Xian MA60, turboelica ad uso civile
- Xian MA600, turboelica ad uso civile
- Xian MA700, turboelica ad uso civile (in sviluppo)

### Bombardieri
- Xian H-8, bombardiere pesante (cancellato)
- Xian JH-7 Flying Leopard, cacciabombardiere bimotore. Nome in codice Nato "Flounder"
- Xian H-6, bombardiere bimotore - variante cinese aggiornata del Tupolev Tu-16

### Addestratori
- Y-7H, addestratore basato sul Y-7-100

### Componenti
- ACAC ARJ21 - ali e fusoliera

### Trasporto
- Yun-7 (Y-7), bimotore turboelica da trasporto
- Yun-14 (Y-14), bimotore turboelica da trasporto
- Xian Y-20,[2][3][4]